# 넬슨 벨
L. 넬슨 벨(L. Nelson Bell, 1894년 7월 30일 ~ 1973년 8월 2일)은 미국 출신의 중국 선교사로 빌리 그레이엄의 장인이고, 루스 그레이엄의 부친이다.
1916-1941의 기간 동안 장로교 의료선교사로 중국으로 파송되었다.
그는 북한 김일성의 부모의 중매를 선 것으로 알려져 있다. 이런 주장은 어디서 나온 것인지 불분명하나 연변 조선족 출신 재미 작가 유순호가 자신의 책에 이런 주장을 수록하여 많이 퍼진 것으로 보인다. 하지만 넬슨 벨은 김형직과 1894년생 동갑으로 미국서 학교를 마친 뒤 김일성 출생 후인 1916년에 처음 중국으로 와서 상해에서 북쪽으로 500 km가량 떨어진 청강포(清江浦)에서 선교활동을 했을 뿐 평양에서 선교를 한 적은 없다. 나중에 빌리 그레이엄 목사의 부인이 된 딸 루스 그레이엄을 평양의 외국인 학교에 보내 공부하게 한 것이 북한과 연고의 전부이다. 그레이엄 목사가 평양을 방문하여 김일성을 만난 것도 부인의 평양 연고 때문이며, 장인 넬슨 벨은 북한이나 김일성 부모와 아무 관계가 없다.
그는 미국 장로교에 많은 영행을 미쳤고, 특히 그의 사위에게도 많은 영향을 미쳤다.